# Straton
Straton (* oko 340. pr. Kr.; † oko 268. pr. Kr.), grčki fizičar i filozof koji je naslijedio Teofrasta na mjestu skolarha u Ateni. Temeljem utjecaja Demokritova nauka, odricao mogućnost Božje intervencije u stvaranju svijeta. Preciznije, takva intervencija zaslužuje interes samo ako Boga razumijevamo kao nesvjesnu silu, ili ga izjednačimo s prirodom. Glede čovjeka, smatra da su psihičke aktivnosti plod razumne duše, koju situira između obrva. Samim tim, za njega je besmrtnost puka tlapnja, jer ako proces mišljenja ovisi o djelovanju osjetila, s istim tim osjetilima i nepovratno propada.   